# Dinton (Wiltshire)
Dinton – wieś w Anglii, w hrabstwie Wiltshire, położona na północnym brzegu rzeki Nadder. Leży 14 km na zachód od miasta Salisbury i 138 km na zachód od Londynu.